# Efekt z odbicia
Efekt z odbicia – nawrót objawów, z powodu których dany lek zaczął być przyjmowany, będący następstwem zaprzestania tej terapii. 
W wielu przypadkach nawrót objawów choroby podstawowej, jeśli była ona objawowa, to wynik przerwania leczenia. Może on również oznaczać nasilenie objawów po odstawieniu leku, w porównaniu do ich stanu przed włączeniem leku. Jedną z hipotez objawów odstawienniczych jest występowanie adaptacji biologicznej, która pojawia się w trakcie terapii i utrzymuje się znacznie dłużej niż terapeutyczne stężenie leku w organizmie.

## Leki uspokajające
Częstym działaniem niepożądanym stosowania leków uspokajających jest pojawienie się przyzwyczajenia (uzależnienia psychicznego) bez zwiększenia dotychczas przyjmowanej dawki leku (ang. low-dose dependency). Nagłe odstawienie preparatu ponownie wyzwala lub nasila poczucie lęku i bezsenność, co powoduje, że pacjent ponownie sięga po leki. Aby temu zapobiec, leki powinny być odstawiane stopniowo.

### Benzodiazepiny
Benzodiazepiny są powszechnie przepisywane w różnych zaburzeniach psychicznych, zwłaszcza gdy chorzy skarżą się na niepokój i bezsenność. Do grupy benzodiazepin zarejestrowanych w Polsce jako leki nasenne należą: estazolam, flunitrazepam, lormetazepam, midazolam, nitrazepam i temazepam. Dostosowuje się je indywidualnie, w zależności od tego, która faza snu jest zaburzona. Jeśli pacjent ma problem z zaśnięciem, wystarczą leki o krótszym okresie półtrwania (lormetazepam, temazepam), natomiast jeśli dominuje wybudzanie się w środku nocy lub wstawanie zbyt wcześnie rano, warto zastosować leki średnio lub dłużej działające (estazolam, nitrazepam). Najszybciej rozwija się tolerancja wobec działania sedacyjnego benzodiazepin, dlatego maksymalny okres stosowania powinien wynosić do 2 tygodni. Istotnym zjawiskiem utrudniającym odstawienie jest efekt z odbicia: zaburzenia snu, wystąpienie lęku, drażliwości, wzmożone napięcie (emocjonalne i w zakresie mięśni szkieletowych), napady paniki, a nawet epizody padaczki. Zjawisko to znacznie utrudnia współpracę z pacjentem.
Ich stosowanie jest ograniczone z powodu narastającej tolerancji względem każdego z wyżej wymienionych działań, a także znacznego ryzyka uzależnienia psychicznego.
Przewlekłe podawanie benzodiazepin powoduje długotrwałą aktywację receptorów GABA, które adaptują się do tej sytuacji. Tolerancja, czyli desensytyzacja receptora, to odwracalna lub nieodwracalna utrata wrażliwości receptora na kolejne pobudzenia. Po nagłym odstawieniu benzodiazepin za objawy odstawienne bez obecności liganda odpowiedzialne są zaadaptowane receptory. Z badań na modelach zwierzęcych wynika, że tolerancja na działanie nasenne i uspokajające rozwija się najszybciej, a najpóźniej na działanie przeciwdrgawkowe. Odstawianie benzodiazepin powinno być stopniowe (zazwyczaj co tydzień zmniejszenie o 1/4 dawki). Zaleca się również zmianę benzodiazepin krótko działających na te o długim okresie półtrwania. Odstawienie stosowanych przewlekle benzodiazepin jest trudniejsze, z większym ryzykiem wystąpienia objawów odstawiennych u pacjentów: z ciężkimi zespołami abstynencyjnymi w wywiadzie, zwłaszcza jeśli towarzyszyły im drgawki, bez wsparcia społecznego, w podeszłym wieku, z chorobami somatycznymi, uzależnionych od alkoholu i/lub innych substancji psychoaktywnych, z zaburzeniami psychicznymi, leczonych benzodiazepinami w dużych dawkach, leczonych benzodiazepinami przez okres dłuższy niż rok. W takich przypadkach wskazane jest odstawianie benzodiazepin w warunkach szpitalnych – z kontrolowanym podawaniem leków zmniejszających objawy abstynencyjne, na przykład karbamazepiny, tianeptyny, haloperydolu, beta-blokerów, klonidyny, oraz psychoterapią.

## Antagonisty receptorów β-adrenergicznych
W wyniku dłużej trwającej terapii z użyciem beta-blokerów zwiększa się ilość receptorów β, a ponadto zwiększa się uwalnianie noradrenaliny, dlatego po nagłym odstawieniu leków należy liczyć się ze wzrostem ciśnienia krwi, niebezpieczeństwem wyzwolenia napadu dusznicy bolesnej lub nawet zawału serca. Kończenie terapii z użyciem tych leków powinno polegać na powolnym zmniejszeniu dawki. Leki beta-adrenolityczne są stosowane w wielu chorobach kardiologicznych i niekardiologicznych. Wykorzystywane są m.in. w chorobie niedokrwiennej serca, niewydolności serca, nadciśnieniu tętniczym, migotaniu przedsionków, pomocniczo w nadczynności tarczycy, jaskrze, migrenie, drżeniu mięśniowym, a nawet w nadciśnieniu wrotnym. Dość dobrze poznany jest wpływ niektórych beta-adrenolityków w niewydolności mięśnia sercowego. Uszkodzenie mięśnia sercowego zmniejsza jego kurczliwość i powoduje jego niewydolność. Konsekwencją tego są zmniejszenie przepływu w tkankach obwodowych i kompensacyjna aktywacja układu współczulnego. Krótkoterminowe przyspieszenie akcji serca i zwiększenie objętości wyrzutowej może łagodzić objawy, ale doprowadza również do desensytyzacji receptorów beta-adrenergicznych, co zwrotnie może upośledzać kurczliwość mięśnia sercowego. Kompensacyjna aktywacja układu współczulnego doprowadza do uszkodzenia kardiomiocytów, ich apoptozy i włóknienia śródmiąższowego. Jest to przyczyną patologicznej przebudowy mięśnia serca (tzw. remodelingu). Przebudowa mięśnia sercowego zwiększa wprawdzie krótkoterminowo objętość wyrzutową serca, jednak w dłuższej perspektywie przyczynia się do zwiększonego uszkodzenia i nasilenia niewydolności mięśnia sercowego, niepełnosprawności i zwiększonej śmiertelności. Zastosowanie beta-adrenolityków u pacjentów z niewydolnością serca przerywa te niekorzystne mechanizmy kompensacyjne, zmniejszając desensytyzację receptorów beta-adrenergicznych i zwiększając ich liczbę, zmniejszając uszkodzenie kardiomiocytów i włóknienie mięśnia serca oraz ryzyko powstawania zaburzeń rytmu poprzez działanie antyarytmiczne. Istnieje ryzyko efektu z odbicia, co może doprowadzić do pojawienia się lub nasilenia zaburzeń rytmu serca, zwiększenia obszarów niedokrwienia mięśnia sercowego, a nawet zawału mięśnia sercowego. American College of Cardiology Foundation/American Heart Association sugerują rozważenie czasowego przerwania leczenia beta-adrenolitykami w ostrej niewydolności serca jedynie u pacjentów hospitalizowanych, po niedawnym wprowadzeniu lub zwiększeniu dawki beta-adrenolityków lub ze znaczącymi objawami przeciążenia objętościowego lub małym rzutem serca. Sugeruje się modyfikację dawki diuretyków, leków rozszerzających naczynia krwionośne i ewentualnie zmniejszenie dawki beta-adrenolityku o połowę, a dopiero w przypadku braku poprawy ich odstawienie.

## Klonidyna
Można rozważyć podawanie klonidyny jako leku działającego ośrodkowo, w dalszych etapach leczenia opornego nadciśnienia tętniczego. Pobudza presynaptyczne receptory alfa-2-adrenergiczne w ośrodkowym układzie nerwowym w jądrze pasma samotnego, zmniejszając wydzielanie noradrenaliny i tym samym aktywność układu współczulnego. Dodatkowo poprzez działanie agonistyczne na presynaptyczne receptory alfa-2-adrenergiczne znajdujące się na zakończeniach nerwów noradrenergicznych zmniejsza wydzielanie noradrenaliny. W efekcie może prowadzić do zwiększenia liczby receptorów adrenergicznych w narządach efektorowych, np. w sercu i naczyniach krwionośnych. Po nagłym zaprzestaniu jej stosowania obserwuje się podobny „efekt z odbicia” jak w przypadku leków beta-adrenolitycznych, z objawami wzrostu ciśnienia tętniczego. Nagłemu odstawieniu klonidyny mogą towarzyszyć objawy zespołu odstawienia w postaci: nerwowości, niepokoju, bólu głowy, drżeń mięśniowych, uczucia kołatania serca, jak również różne dolegliwości ze strony przewodu pokarmowego. W przypadku nasilonych objawów odstawiennych wskazane jest rozważenie ponownego leczenia klonidyną lub zablokowania układu współczulnego przez podanie antagonisty receptorów zarówno alfa-, jak i beta-adrenergicznych.

## Leki przeciwagregacyjne
Kwas acetylosalicylowy (ASA) wiąże się w sposób nieodwracalny z cyklooksygenazą 1 w płytkach krwi. Po jego podaniu w jednorazowej dawce (75–300 mg) powrót pełnej aktywności COX-1 we wszystkich płytkach trwa około 10 dni, jednak w praktyce na ogół obserwuje się znacznie szybszą normalizację funkcji płytek mierzoną aktywnością COX-1 po zaprzestaniu podawania ASA. Oznacza to, że po 100% zahamowaniu aktywności aktywność COX-1 zwiększa się codziennie o 10%, a po 2 dniach ma aktywność wynoszącą ok. 20%. Jeżeli aktywność COX-1 jest większa niż 20%, płytki odzyskują sprawność do agregacji, czyli nie mamy działania przeciwpłytkowego. Podawanie leku jest nieskuteczne. Poza znaną rolą płytek w procesie krzepnięcia warto zwrócić uwagę, że płytki mogą zapoczątkowywać powstawanie blaszek miażdżycowo-zakrzepowych. Korzystne przeciwpłytkowe działanie ASA występuje w podanych dawkach, bo wówczas hamowana jest synteza tromboksanu A2. Podanie ASA w większych dawkach hamuje powstawanie prostacykliny działającej rozszerzająco na naczynia. „Efekt z odbicia” jest bardziej nasilony w przypadku stosowania małych dawek ASA, bo zwiększa się produkcja tromboksanu i zmniejsza prostacykliny. Odstawienie ASA może w wielu przypadkach zwiększyć ryzyko powikłań zakrzepowo-zatorowych w porównaniu ze stosunkowo niskim ryzykiem krwawienia w przypadku kontynuacji leczenia ASA. Klopidogrel może zaburzać aktywację płytek związaną ze szlakiem kwasu arachidonowego, wykazując działanie synergistyczne z ASA. Po zaprzestaniu leczenia klopidogrelem obserwujemy nadmierną aktywację płytek (zależną od aktywności COX i czynnika von Willebranda) oraz wzrost markerów zapalenia, a także u wielu pacjentów zmniejszoną odpowiedź na ASA. Niektórzy autorzy wykazali, że w przypadku zaprzestania leczenia klopidogrelem „efekt z odbicia” jest szczególnie widoczny w ciągu pierwszych 90 dni i wiąże się ze zwiększeniem aktywności prozapalnej, prozakrzepowej i utratą działania synergistycznego z ASA.

## Statyny
Pierwsze sygnały, że odstawienie statyn może wpływać na częstość incydentów naczyniowych, pochodzą z końca lat 90. XX wieku. Z badań eksperymentalnych wynika, że zaprzestanie leczenia statynami prowadzi m.in. do zmniejszenia ilości tlenku azotu spowodowanego zahamowaniem aktywności śródbłonkowej syntazy tlenku azotu (eNOS). Istotnymi elementami mogą być również: generowanie wolnych rodników, uwolnienie białka chemotaktycznego oraz angiotensyny II. Angiotensyna II poprzez stymulację receptora typu I (AT1) uczestniczy bezpośrednio i pośrednio (poprzez uwalnianie noradrenaliny z zakończeń współczulnych) w skurczu naczyń krwionośnych, regulacji gospodarki wodno-elektrolitowej oraz wzroście, różnicowaniu i apoptozie komórek. Podawanie statyn prowadzi do zmniejszenia ekspresji receptorów AT1 niezależnej od obniżenia stężenia cholesterolu. Po nagłym zaprzestaniu leczenia statynami dochodzi do zjawiska up-regulation receptorów AT1. Istnieją pewne przesłanki z badań doświadczalnych sugerujące, że nagłe odstawienie przewlekle stosowanych statyn może prowadzić zarówno do zwiększenia stężenia cholesterolu i markerów jego biosyntezy, jak i nasilenia zapalenia. Zaobserwowano m.in. zwiększenie aktywności płytek oraz zmniejszenie stężenia tkankowego aktywatora plazminogenu (tPA). Zaobserwowano, że nagłe odstawienie statyn uaktywnia kinazę Rho/Rac, co działa prozapalnie, upośledza funkcję śródbłonka oraz nadmiernie aktywuje płytki, do czego przyczynia się także zwiększona ekspresja płytkowej P-selektyny. Dodatkowo zwiększa się stężenie prozapalnej interleukiny 6 i białka C-reaktywnego. Dysfunkcja śródbłonka jest również potwierdzona badaniami rozszerzalności tętnicy ramiennej (ang. flow-mediated dilation – FMD). Podawanie statyny zwiększa FMD, a po zaprzestaniu jej przyjmowania wskaźnik rozszerzalności tętnicy ramiennej ulega obniżeniu nawet do wartości obserwowanych przed leczeniem, co było szczególnie widoczne u pacjentów z niskimi wyjściowymi wartościami FMD. Wykazano również po odstawieniu statyn zwiększenie ekspresji VCAM-1 odpowiedzialnej za migrację leukocytów przez śródbłonek. Podawanie niektórych statyn, między innymi atorwastatyny i prawastatyny, pobudza receptory aktywowane przez proliferatory peroksysomów typu gamma. W chwili obecnej nie można jednoznacznie wykluczyć zwiększonego ryzyka powtórnych zdarzeń sercowo-naczyniowych u pacjentów wysokiego ryzyka kardiologicznego. Działanie to widoczne jest już podczas pierwszego tygodnia po odstawieniu statyn i nie zależy od stężenia cholesterolu. Na konsekwencje nagłego odstawienia statyn szczególnie narażone są osoby z ostrymi zespołami wieńcowymi, udarem niedokrwiennym mózgu i przygotowywane do zabiegów chirurgicznych.

## Glikokortykosteroidy
Glikokortykosteroidy (GKS) mają ogromne znaczenie w farmakoterapii wielu chorób, szczególnie o podłożu zapalnym, alergicznym i immunologicznym, jednakże ich stosowanie, szczególnie przewlekłe, obarczone jest ryzykiem wystąpienia poważnych działań niepożądanych. Podawanie niesubstytucyjne glikokortykosteroidów związane jest z zahamowaniem osi podwzgórzowo-przysadkowo-nadnerczowej. GKS hamują, na zasadzie ujemnego sprzężenia zwrotnego, wydzielanie kortykoliberyny i kortykotropiny (ACTH). Ta druga jest hormonem nie tylko odpowiadającym za wydzielanie kortyzolu, ale także działa troficznie na nadnercza. Zahamowanie wydzielania ACTH przez egzogenne GKS prowadzi do hipoplazji lub nawet zaniku kory nadnerczy, co w przypadku nagłego odstawienia GKS może wywołać ostrą niewydolność kory nadnerczy. Nagłe odstawienie GKS może spowodować również wystąpienie zaostrzenia objawów choroby podstawowej i/lub niespecyficzne objawy odstawienne, na przykład anoreksję, spadek masy ciała, osłabienie, nudności, wymioty, bóle brzucha, bóle mięśniowo-stawowe, gorączkę, obniżenie ciśnienia tętniczego. W mechanizmie powstawania tych objawów postuluje się zmniejszenie ośrodkowego przekaźnictwa noradrenergicznego i dopaminergicznego, zwiększenie stężenia cytokin i prostaglandyn, zwiększenie stężenia wazopresyny. Podawanie ogólnoustrojowe GKS w pojedynczej dawce porannej lub niekiedy co drugi dzień może zmniejszyć ryzyko zaniku kory nadnerczy, jednak nie eliminuje go całkowicie. W celu zmniejszenia ryzyka ostrej niewydolności kory nadnerczy (która jest stanem zagrożenia życia) związanej z nagłym odstawieniem GKS, zaleca się stopniowe zmniejszanie dawek tych leków. Istnieje wiele proponowanych schematów odstawiania GKS zależnych od właściwości farmakokinetycznych i farmakodynamicznych, m.in. rodzaju, dawki, siły, czasu działania, stopnia wiązania z białkami czy metabolizmu GKS. Pacjentom leczonym lekiem długo działającym w pierwszym etapie można zamienić preparat na taki, który ma krótszy czas działania, a następnie zmniejszać stopniowo dawkę. W przypadkach wątpliwych wskazane jest wykonanie testu stymulacji kortyzolu syntetyczną kortykotropiną lub testu pobudzenia wydzielania ACTH i kortyzolu za pomocą kortykoliberyny.

## Inhibitory pompy protonowej i antagonisty receptora histaminowego typu 2
Inhibitory pompy protonowej (IPP) wyparły inne leki, w tym antagonisty receptora histaminowego typu 2 w farmakoterapii chorób górnego odcinka przewodu pokarmowego. Rozpowszechnienie choroby refluksowej i dyspepsji czynnościowej oraz polekowych uszkodzeń GOPP spowodowanych przez niesteroidowe leki przeciwzapalne (NLPZ) wraz z powszechną dostępnością IPP i H2RAs bez recepty przekładają się na powszechne stosowanie IPP w populacjach krajów rozwiniętych. Wielu chorych, którzy sięgają po IPP i H2RAs, ma problem z ich trwałym odstawieniem po ustąpieniu wskazania klinicznego do włączenia leku hamującego wydzielanie HCl z powodu nawrotu takich dolegliwości, jak: zgaga, kwaśne odbijania czy dyspepsja, przypisywanych wzmożeniu wydzielania HCl. Nawet 62-90% pacjentów skarży się na szybki nawrót ww. dolegliwości po odstawieniu tych leków. Efekt z odbicia w odniesieniu do sekrecji HCl definiuje się jako zwiększenie wydzielania (podstawowego i/lub stymulowanego) HCl po zakończeniu leczenia hamującego wydzielanie HCl powyżej wartości poprzedzających farmakoterapię.Uważa się, że u podłoża RAHS leży jatrogenna hipochlorhydria, która w mechanizmie sprzężeń zwrotnych ujemnych zwiększa wydzielanie gastryny przez komórki G w części przedodźwiernikowej żołądka i początkowym odcinku dwunastnicy, aby przeciwdziałać zwiększeniu pH treści żołądkowej. Komórki okładzinowe mają receptory dla histaminy i acetylocholiny, a receptor dla gastryny jest zlokalizowany głównie na komórkach enterochromafinopodobnych. Pobudzane przez gastrynę wytwarzanie histaminy zależy od masy komórek ECL regulowanej przez gastrynę. Histamina parakrynnie pobudza wydzielanie HCl przez aktywację receptorów histaminowych typu 2 komórek okładzinowych żołądka. IPP wpływają na ostatni etap wydzielenia HCl, niezależnie od bodźca wydzielniczego, powodując znaczne i długotrwałe zwiększenie pH soku żołądkowego. Hipergastrynemia pobudza komórki ECL i wydzielanie histaminy, która jednak nie zwiększa wydzielania HCl, ponieważ lek blokuje pompy protonowe. Jednak pobudzenie proliferacji komórek ECL po zaprzestaniu podawania leku utrzyma się dłużej niż działanie IPP. W patogenezie RAHS ma znaczenie zarówno zwiększenie liczby, jak i aktywności komórek ECL. Gastryna działa troficznie na komórki ECL i komórki okładzinowe, co przyczynia się do przejściowego zwiększenia wydzielania HCl. IPP indukują hipergastrynemię i hiperplazję komórek ECL. Nagłe odstawienie H2RAs powoduje nadmierną odpowiedź wydzielniczą, ale jest ona niewielka i krótkotrwała. U jego podłoża leży hipergastrynemia, która w pierwszej kolejności zwiększa wytwarzanie histaminy przez indukcję enzymu dekarboksylazy histydyny. Równocześnie zwiększone uwalnianie histaminy zmniejsza odpowiedź receptora histaminowego typu 2 na działanie kompetycyjnego antagonisty, co tłumaczy rozwój tolerancji podczas leczenia H2RAs, zmniejszając tym samym wpływ gastryny na wydzielanie HCl. Co do zasady, RAHS po zakończeniu przyjmowania H2RAs przypisuje się zwiększeniu aktywności komórek ECL, jednak u podłoża RAHS w tym przypadku leży przede wszystkim up-regulation receptora histaminowego typu 2.

## Selektywne inhibitory wychwytu zwrotnego serotoniny
Selektywne inhibitory wychwytu zwrotnego serotoniny stanowią obecnie podstawową grupę leków stosowanych w leczeniu epizodów depresyjnych. Leczenie depresji niezależnie od leku przeciwdepresyjnego trwa minimum kilka miesięcy. Nagłe odstawienie SSRIs po tym okresie może prowadzić do wystąpienia kilkudziesięciu objawów, takich jak: zaburzenia równowagi (zawroty głowy, ataksja), zaburzenia czucia (drętwienia i mrowienia, odczucia porażenia prądem), ogólne objawy somatyczne (ospałość, bóle głowy, drżenie, pocenie się, utrata apetytu), zaburzenia snu (bezsenność, koszmary senne, nadmierna senność), zaburzenia żołądkowo-jelitowe (nudności, wymioty, biegunka) oraz zaburzenia afektywne (drażliwość, lęk, pobudzenie, obniżenie nastroju). Na ogół objawy odstawienne charakteryzuje: występowanie częściej po nagłym przerwaniu leczenia, a rzadziej w przypadku powolnego zmniejszania dawki leku, pojawienie się średnio po 2-4 dniach, w 93% przypadków do tygodnia po odstawieniu leku, występowanie rzadko, gdy leczenie trwało mniej niż 5 tygodni, w większości przypadków objawy trwają krótko zwykle od 1 do 3 tygodni, szybkie ustępowanie po wznowieniu leczenia odstawionym uprzednio lekiem przeciwdepresyjnym. Częstość występowania objawów odstawiennych zależy od stosowanego leku, jego dawki, czasu podawania oraz sposobu zmniejszania dawki. Spośród SSRIs przy paroksetynie występuje największe ryzyko wystąpienia objawów odstawiennych, co może wynikać z jej krótkiego okresu półtrwania (24 godz.). Fluoksetyna z kolei, która ma długi okres półtrwania (4-6 dni, a jej aktywny metabolit norfluoksetyna nawet powyżej 2 tygodni), w zasadzie nie wymaga powolnego odstawiania. W zapobieganiu objawom odstawiennym zaleca się rutynowe zmniejszanie dawki pod koniec leczenia. Czas trwania okresu odstawiania nie jest ściśle określony i powinien zależeć od rodzaju leku przeciwdepresyjnego, czasu leczenia, poprzedniej historii odstawiania oraz ewentualnie potrzeby zmiany leku na inny.Wydaje się, że za objawy odstawienne odpowiedzialna jest powolna aktywacja postsynaptycznych receptorów 5-HT po przerwaniu podawania SSRIs. Przewlekłe podawanie SSRIs prowadzi bowiem do postępującego zmniejszania się aktywności neuronów noradrenergicznych w miejscu sinawym. Wynika to z hamującego wpływu serotoniny na neurony noradrenergiczne.

## Opioidowe leki przeciwbólowe
U osób stosujących opioidy ze wskazań medycznych w zależności od przyjętej metodologii powrót do zażywania po rozpoczęciu leczenia uzależnienia wynosi w zależności od badania od 2 do nawet 30% pacjentów.Przewlekle przyjmowane opioidy prowadzą do rozwoju tolerancji oraz silnych objawów odstawiennych, a także bardzo silnego uzależnienia psychicznego. Do typowych somatycznych objawów odstawienia należą: nadciśnienie, tachykardia, rozszerzenie źrenic, drżenie, gęsia skórka, nudności, skurcze brzucha, biegunka, brak łaknienia, zawroty głowy, uderzenia gorąca, dreszcze, bóle mięśni i stawów, wyciek z nosa, kichanie, łzawienie, bezsenność i ziewanie. Jeżeli chodzi o objawy psychiczne, najczęściej występują: niepokój, lęk, depresja, bezsenność, a niekiedy nawet halucynacje czy urojenia. Początek tych objawów występuje po 2-3 okresach półtrwania od momentu odstawienia danego leku (w zależności od rodzaju leku – 6-30 godzin), szczytowe nasilenie po 48-72 godzinach od odstawienia, a wygasają one zwykle w ciągu 7-14 dni. Zmniejszanie dawki leku w każdym kolejnym dniu o 25% poprzedniej dawki pozwala zapobiec wystąpieniu objawów odstawiennych. Najbezpieczniej i najskuteczniej jest odstawiać opioidy na oddziale szpitalnym przez okres minimum 7 dni. Można w tym czasie zmniejszać objawy odstawienne przez podawanie np.: klonidyny, guanfacyny, lofeksydyny czy tizanidyny. Trzeba podkreślić, że powyższe dane dotyczą opioidów stosowanych przewlekle ze wskazań medycznych. Osoby uzależnione od działania euforyzującego i biorące opioidy przez długi czas bez wskazań medycznych wymagają zwykle wolniejszego odstawiania (zmniejszanie dawki o 10% co tydzień) oraz dodatkowo intensywnej terapii psychologicznej. U tych osób rodzaj i czas występowania objawów z odstawienia jest podobny, jednak silne mechanizmy uzależnienia psychicznego powodują dużą częstość nawrotów zażywania tych substancji.